# Le Touquet AC
Le Touquet Athlétic Club Football Côte-d'Opale, thường được gọi đơn giản là Le Touquet, là một câu lạc bộ bóng đá Pháp có trụ sở tại xã Le Touquet-Paris-Plage thuộc vùng Pas-de-Calais của miền bắc nước Pháp. Câu lạc bộ được thành lập vào năm 1933 là kết quả của sự hợp nhất giữa hai câu lạc bộ địa phương, Olympique Touquettois và US Le Touquet-Paris-Plage, và lấy tên hiện tại vào năm 1996. Sân vận động của đội được đặt theo tên của cựu tuyển thủ Pháp, Paris Saint-Germain và Liverpool, Gérard Houllier, người từng là cầu thủ và huấn luyện viên tại câu lạc bộ trong những năm 1970.
Mặc dù câu lạc bộ đã dành phần lớn lịch sử của mình ở các hạng đấu thấp của hệ thống giải bóng đá Pháp, nhưng họ đã thi đấu ở giải hạng 2 trong mùa giải 1988-89. Đội tuyển nam thường xuyên thi đấu tại Coupe de France, giải đấu loại trực tiếp hàng đầu của đất nước.

## Danh hiệu
- Division 3 Nhóm Nord: 1987-88 [4]
- Division 4 Nhóm A: 1983-84, 1986-87 [4]
- Vùng 1 Nord-Pas-de-Calais: 2017-18 [5]